# Joan Duran i Ferrer
Joan Duran i Ferrer (Sitges, 11 d'agost de 1978) és un escriptor i doctor en bioquímica. És un dels ideòlegs i directors de la Festa de Poesia a Sitges i el director dels muntatges poètics i científics Simbiopoesi (Festival Barcelona Poesia 2008) i Mitosi (dins el cicle Tertúlies de Ciència a la Virreina, 2009)

## Publicacions
L'any 2004 va publicar el poemari Nix (Arola Editors, 2004), finalista del premi Rosa Leveroni. Paral·lelament ha publicat dues plaquettes: Paisatge Convencional (Papers de Terramar, 2002), i Assaig d'Àngel (Els ulls de Tirèsies, 2005) i el llibret d'Òpera Bruna de Nit (Arola Editors, 2004), amb música de Xavier Pagès. També ha publicat poemes en diversos llibres conjuntament amb altres artistes i escriptors, com Naxos, en edició de bibliòfil, l'antologia de poesia jove Pedra foguera (Documenta Balear, 2008) o el poemari col·lectiu Els llops (La Garúa, 2009) escrit amb Laia Noguera i Esteve Plantada. El 2014 va publicar Extrema llum.
El 2016 va presentar el llibre Eva Túrmix Ginebra (AdiA Edicions), el títol del qual respon als alter ego transvestits de Toni, Pablo i Daniel. La novel·la s'ambienta entre els anys 1973 i 1978.

## Premis i reconeixements
- Premi Miquel Martí i Pol amb el poemari Zoòtrop (Publicacions de la UAB, 1998)
- Premi Ramon Comas i Maduell de Poesia pel poemari Kore (Cossetània Edicions, 2001)
- Premi Màrius Torres per Domèstica veritat (Pagès Editors, 2006)
- Ploma d'Or, 2007
- Premi Miquel Àngel Riera per Natural delit (Edicions del Salobre, 2010)
- Premi Benet Ribas dels ILens Premis Recvll per Extrema llum.
- Premi Rosa Leveroni de poesia, per Animal impur (Editorial Meteora, 2018)
- Premi Pare Colom de Narrativa, per Menjaràs pols[3]
- Premi Octubre Vicent Andrés Estellés de Poesia per Nua cendra (Edicions Tres i Quatre, 2020)[4]
- Premi Octubre Andròmina de Narrativa per Galop de sang (Edicions Tres i Quatre, 2024)[5][6]